# Saint-Parize-en-Viry
Saint-Parize-en-Viry è un comune francese di 165 abitanti situato nel dipartimento della Nièvre nella regione della Borgogna-Franca Contea.

## Società

### Evoluzione demografica
Abitanti censiti